# Уједињење Немачке 1990.
Поновно уједињење Немачке био је процес 1990. године у којем је Немачка Демократска Република (НДР) постала део Савезне Републике Немачке (СРН) како би се формирала поновно уједињена Немачка.
Крај процеса уједињења званично се назива Немачко јединство, које се сваке године обележава 3. октобра као Дан немачког јединства. Берлин је поново уједињен у један град и поново је постао главни град уједињене Немачке.
Влада Источне Немачке почела је да посустаје у мају 1989. године, када је уклањање мађарске граничне ограде са Аустријом отворило рупу у Гвозденој завеси. Граница је и даље била пажљиво чувана, али Паневропски пикник и неодлучна реакција владара Источног блока покренули су неповратан мирни покрет.
Мирна револуција, серија протеста Источних Немаца, довела је до првих слободних избора НДР 18. марта 1990. године и до преговора између НДР и СРН који су кулминирали Уговором о уједињењу.
Остали преговори између НДР и СРН и четири окупаторске силе произвели су такозвани „Уговор два плус четири“ (Уговор о коначном поравнању с поштовањем према Немачкој) којим се у потпуности даје суверенитет уједињеној немачкој држави, за чија су два дела претходно била везана бројна ограничења која проистичу из њиховог статуса окупираних региона након Другог светског рата.
Потсдамски споразум из 1945. прецизирао је да пуни мировни Уговор којим је закључен Други светски рат укључујући тачно разграничење послератних граница Немачке треба да „прихвати Влада Немачке када се успостави влада која одговара тој сврси“.
Савезна Република је увек тврдила да се не може рећи да је таква влада успостављена све док Источна и Западна Немачка нису уједињене у слободној демократској држави али 1990. године настављено је да се одржава низ мишљења о томе да ли би се могло рећи да уједињене Западна Немачка, Источна Немачка и Берлин представљају „Немачку у целини“ у ту сврху.
Кључно питање било је да ли би Немачка која је и даље остала ограничена на истоку линијом Одра – Ниса (међународна граница са Пољском) могла да делује као „уједињена Немачка“ у потписивању мировног Уговора без квалификација.
Према "Уговору два плус четири" и Савезна Република и Демократска Република обавезале су се и својим јединственим наставком на принцип да њихове заједничке границе пре 1990. године чине целу територију на коју може да полаже влада Немачке, а самим тим и да није било даље земље изван оних граница које су биле делови Немачке у целини.
Уједињена Немачка након 1990. године није држава наследница, већ увећани наставак бивше Западне Немачке. Проширена Савезна Република Немачка задржала је западнонемачка места у међународним организацијама, укључујући Европску економску заједницу (касније Европску унију), НАТО и Уједињене нације. Чланства у Варшавском пакту и другим међународним организацијама којима је припадала Источна Немачка једноставно су престала да постоје јер је Источна Немачка престала да постоји.

## Прекурсори поновног уједињења
Нацистичка Немачка је 8. маја 1945. потписала документ о предаји савезницима и Немачка је у то време изгубила независност.
Савезници су Немачку поделили на окупационе зоне под четири војне владе Сједињених Држава, Уједињеног Краљевства, Француске и Совјетског Савеза као резултат Потсдамског споразума Потсдамске конференције 1. августа 1945; Немачки гранични оквир какав је данас такође је потпуно фиксиран Потсдамским споразумом. Сарланд је био одвојен од Немачке, али га Француска није у потпуности анектирала и такође није била независна држава.
Уз напетост између савезника; Совјетски Савез је одлучио да се не придружи тризони створеној од 3 окупационе зоне Сједињених Држава, Уједињеног Краљевства и Француске 1. августа 1948. 23. маја 1949. Западна Немачка је успостављена у Тризони, а комунистичка Источна Немачка је успостављена у совјетској зони 7. октобра 1949, у контексту међународног сукоба, поновно уједињење Немачке било је немогуће, Западна Немачка такође није признала Исток све до 1972.
Михаил Горбачов је водио земљу као генерални секретар Комунистичке партије Совјетског Савеза од 1985. године са чињеницом да је Совјетски Савез доживео период економске и политичке стагнације, и сходно томе смањене интервенције у политици Источног блока. Године 1987, председник Сједињених Држава Роналд Реган одржао је говор на Бранденбуршкој капији, позивајући совјетског генералног секретара Михаила Горбачова да „сруши овај зид“ који је поделио Берлин. Зид је стајао као икона политичке и економске поделе између Истока и Запада, поделе коју је Черчил назвао „гвозденом завесом“. Горбачов је 1988. објавио да ће Совјетски Савез напустити доктрину Брежњева и дозволити земљама Источног блока да слободно одређују своје унутрашње афере. Почетком 1989. године, под новом ером совјетске политике гласности (отворености) и перестројке (економског реструктурирања), а коју је даље водио Горбачов, покрет Солидарности је завладао у Пољској. Даље инспирисан другим сликама храброг пркоса, талас револуција захватио је источни блок те године.
У мају 1989. Мађарска је уклонила њихову граничну ограду. Међутим, демонтажа старих мађарских граничних објеката није отворила границе нити су уклоњене досадашње строге контроле, а изолација Гвозденом завесом је остала нетакнута целом дужином. Отварање граничне капије између Аустрије и Мађарске на Паневропском пикнику 19. августа 1989. је покренуло мирну ланчану реакцију, на крају које више није било ДДР и Источни блок се распао. Обимну рекламу за планирани пикник најавили су плакати и флајери међу туристима из ДДР-а у Мађарској. Аустријски огранак Паневропске уније, на чијем је челу тада био Карл фон Хабзбург, поделио је хиљаде брошура позивајући људе на пикник близу границе у Шопрону. Био је то највећи покрет за бекство из Источне Немачке од када је подигнут Берлински зид 1961. После пикника, који је базиран на идеји Карловог оца Ота фон Хабзбурга да се тестира реакција СССР-а и Михаила Горбачова на отварање границе, десетине хиљада медијски обавештених Источних Немаца кренуло је пут Мађарске. Медијска реакција Ериха Хонекера у „Дајли Мирор” од 19. августа 1989. године показала је јавности на истоку и западу да је дошло до губитка моћи од стране источноевропских комунистичких владара у сопственој сфери моћи и да они више нису дизајнери онога што се дешавало: „Хабсбург је делио летке далеко у Пољској, на којима су туристе из Источне Немачке позивали на пикник. Када су дошли на пикник, добили су поклоне, храну и немачку марку, а затим су их наговорили да дођу на Запад“. Конкретно, Хабсбург и мађарски државни министар Имре Позгај су испитивали да ли ће Москва дати команду совјетским трупама стационираним у Мађарској да интервенишу. Али, са масовним егзодусом на Паневропском пикнику, каснијим неодлучним понашањем Социјалистичке партије јединства Источне Немачке и неинтервенцијом Совјетског Савеза, бране су срушене. Тиме је сломљено здање Источног блока.
Десетине хиљада медијски обавештених Источних Немаца сада је кренуло ка Мађарској, која више није била спремна да своје границе држи потпуно затворене или да обавеже своје граничне трупе да користе силу оружја. До краја септембра 1989. године, више од 30.000 Источних Немаца је побегло на Запад пре него што је ДДР ускратио путовање у Мађарску, остављајући Чехословачку као једину суседну државу у коју су Источни Немци могли да побегну.
Чак и тада, многи људи унутар и ван Немачке су и даље веровали да се право уједињење никада неће догодити у догледној будућности. Прекретница у Немачкој, названа „Die Wende“, обележена је „мирном револуцијом“ која је довела до уклањања Берлинског зида, при чему су Источна и Западна Немачка потом ушле у преговоре о елиминисању поделе која је била наметнута Немцима више од четири деценије раније.